# Indianapolis 500 in 1992
De 76e Indianapolis 500 werd gereden op zondag 24 mei 1992 op de Indianapolis Motor Speedway. Galles/Kraco Racing coureur Al Unser Jr. won de race voor de eerste keer in zijn carrière. Het was de laatste Indy 500 voor vier voormalige winnaars, A.J. Foyt, Rick Mears, Tom Sneva en Gordon Johncock.

## Startgrid
Roberto Guerrero won de poleposition. Arie Luyendyk vertrok vanaf de vierde startplaats. Twee Belgische coureurs probeerden zich te kwalificeren. Eric Bachelart met succes, hij vertrok vanaf de vijfde startrij, Didier Theys had motorpech tijdens de kwalificaties en kon zich niet plaatsen. Drievoudig wereldkampioen Formule 1 Nelson Piquet nam voor de eerste keer deel, maar crashte tijdens trainingsritten waarbij hij zware kwetsuren aan beide benen opliep. Hij nam het volgende jaar opnieuw deel. Scott Goodyear kon zich niet kwalificeren, maar nam de plaats in van zijn teamgenoot Mike Groff, die zich op de 26e plaats gekwalificeerd had. Door de rijderswissel kwam de wagen op de laatste startplaats te staan.
| Rij | Binnen           | Midden             | Buiten           |
| --- | ---------------- | ------------------ | ---------------- |
| 1   | Roberto Guerrero | Eddie Cheever      | Mario Andretti   |
| 2   | Arie Luyendyk    | Gary Bettenhausen  | Michael Andretti |
| 3   | Scott Brayton    | Danny Sullivan     | Rick Mears       |
| 4   | Bobby Rahal      | Emerson Fittipaldi | Al Unser Jr.     |
| 5   | Stan Fox         | John Andretti      | Eric Bachelart   |
| 6   | Philippe Gache   | Scott Pruett       | John Paul Jr.    |
| 7   | Paul Tracy       | Jeff Andretti      | Jim Crawford     |
| 8   | Al Unser         | A.J. Foyt          | Buddy Lazier     |
| 9   | Raul Boesel      | Brian Bonner       | Lyn St. James    |
| 10  | Jimmy Vasser     | Dominic Dobson     | Gordon Johncock  |
| 11  | Tom Sneva        | Ted Prappas        | Scott Goodyear   |

## Race
Roberto Guerrero vertrok vanaf de eerste startplaats, maar tijdens de warm-up ronden voor de start van de race crashte hij zijn wagen. Het was een race met veel incidenten, 85 van de 200 ronden werden er onder een neutralisatie gereden en slechts twaalf wagens haalden de eindmeet. Michael Andretti domineerde de race en reed 160 ronden aan de leiding en had twaalf ronden voor het einde van de race bijna een halve minuut voorsprong op de tweede, Scott Goodyear, die van de laatste plaats was vertrokken. Toen had Andretti mechanische pech en moest hij opgeven. Op dat moment had Al Unser Jr. Goodyear net voorbijgereden en tijdens de neutralisatie die volgde reden Unser Jr. en Goodyear op plaatsen 1 en 2. Zes ronden voor het einde kon er weer geracet worden en Goodyear deed er nog alles aan om de race te winnen, maar Al Unser Jr. won de spannende finish, hij finishte zij aan zij met Goodyear en won met 0,043 seconden voorsprong, het kleinste verschil ooit. Lyn St. James werd elfde en won daarmee als eerste vrouwelijke autocoureur de trofee "Indianapolis 500 Rookie of the year".
| #                                                                                  | Coureur            | Auto                 | Ronden | Opgave     |
| ---------------------------------------------------------------------------------- | ------------------ | -------------------- | ------ | ---------- |
| 1                                                                                  | Al Unser Jr.       | Galmer-Chevrolet     | 200    |            |
| 2                                                                                  | Scott Goodyear     | Lola-Chevrolet       | 200    |            |
| 3                                                                                  | Al Unser           | Lola-Buick           | 200    |            |
| 4                                                                                  | Eddie Cheever      | Lola-Ford            | 200    |            |
| 5                                                                                  | Danny Sullivan     | Galmer-Chevrolet     | 199    |            |
| 6                                                                                  | Bobby Rahal        | Lola-Chevrolet       | 199    |            |
| 7                                                                                  | Raul Boesel        | Lola-Chevrolet       | 198    |            |
| 8                                                                                  | John Andretti      | Lola-Chevrolet       | 195    |            |
| 9                                                                                  | A.J. Foyt          | Lola-Chevrolet       | 195    |            |
| 10                                                                                 | John Paul Jr.      | Lola-Buick           | 194    |            |
| 11                                                                                 | Lyn St. James (R)  | Lola-Chevrolet       | 193    |            |
| 12                                                                                 | Dominic Dobson     | Lola-Chevrolet       | 193    |            |
| 13                                                                                 | Michael Andretti   | Lola-Ford            | 189    | Mechanisch |
| 14                                                                                 | Buddy Lazier       | Lola-Buick           | 139    | Mechanisch |
| 15                                                                                 | Arie Luyendyk      | Lola-Ford            | 135    | Ongeval    |
| 16                                                                                 | Ted Prappas (R)    | Lola-Chevrolet       | 135    | Mechanisch |
| 17                                                                                 | Gary Bettenhausen  | Lola-Buick           | 112    | Ongeval    |
| 18                                                                                 | Jeff Andretti      | Lola-Chevrolet       | 109    | Ongeval    |
| 19                                                                                 | Brian Bonner (R)   | Lola-Buick           | 97     | Ongeval    |
| 20                                                                                 | Paul Tracy (R)     | Penske-Chevrolet     | 96     | Mechanisch |
| 21                                                                                 | Jimmy Vasser (R)   | Lola-Chevrolet       | 94     | Ongeval    |
| 22                                                                                 | Scott Brayton      | Lola-Buick           | 93     | Mechanisch |
| 23                                                                                 | Mario Andretti     | Lola-Ford            | 78     | Ongeval    |
| 24                                                                                 | Emerson Fittipaldi | Penske-Chevrolet     | 75     | Ongeval    |
| 25                                                                                 | Jim Crawford       | Lola-Buick           | 74     | Ongeval    |
| 26                                                                                 | Rick Mears         | Penske-Chevrolet     | 74     | Ongeval    |
| 27                                                                                 | Stan Fox           | Lola-Buick           | 63     | Ongeval    |
| 28                                                                                 | Philippe Gache (R) | Lola-Chevrolet       | 61     | Ongeval    |
| 29                                                                                 | Gordon Johncock    | Lola-Buick           | 60     | Mechanisch |
| 30                                                                                 | Scott Pruett       | Truesports-Chevrolet | 52     | Mechanisch |
| 31                                                                                 | Tom Sneva          | Lola-Buick           | 10     | Ongeval    |
| 32                                                                                 | Eric Bachelart (R) | Lola-Buick           | 4      | Mechanisch |
| 33                                                                                 | Roberto Guerrero   | Lola-Buick           | 0      | Ongeval    |
| Gemiddelde snelheid : 216,420 km/h - Snelste Ronde : Michael Andretti, 368,73 km/h |                    |                      |        |            |
| Aantal neutralisaties : 13 (85 van de 200 ronden in totaal)                        |                    |                      |        |            |